# Chantransiopsis decumbens
Chantransiopsis decumbens är en svampart som beskrevs av Thaxt. 1914. Chantransiopsis decumbens ingår i släktet Chantransiopsis, divisionen sporsäcksvampar och riket svampar.   Inga underarter finns listade i Catalogue of Life.